# St. Mary Peak Lookout
Le St. Mary Peak Lookout est une tour de guet du comté de Ravalli, dans le Montana, aux États-Unis. Situé dans la Bitterroot Range, il est protégé au sein de la Selway–Bitterroot Wilderness, dans la forêt nationale de Bitterroot. Il est inscrit au Registre national des lieux historiques depuis le 6 avril 2018.